# Álvaro Negredo
Álvaro Negredo Sánchez (phát âm tiếng Tây Ban Nha: [ˈalβaɾo neˈɣɾeðo ˈsantʃeθ]; sinh ngày 20 tháng 8 năm 1985) là cầu thủ bóng đá chuyên nghiệp người Tây Ban Nha đang chơi cho CLB Cádiz ở vị trí tiền đạo tại giải vô địch quốc gia Tây Ban Nha La Liga.
Với biệt danh La fiera de Vallecas (quái thú vùng Vallecas), anh bắt đầu sự nghiệp tại Real Madrid, dù vậy anh không thể tìm được vị trí trong đội Một, sau đó chuyển sang thi đấu cho Almería và Sevilla. Trong 6 mùa giải, anh ghi tổng cộng 102 bàn thắng trong 209 trận tại La Liga.
Là thành viên trong đội tuyển quốc gia Tây Ban Nha từ năm 2009, Negredo giúp đội tuyển vô địch Euro 2012.

## Sự nghiệp CLB

### Rayo Vallecano
Sinh ra tại Madrid, Negredo bắt đầu sự nghiệp tại CLB địa phương Rayo Vallecano, có trận đấu chuyên nghiệp đầu tiên vào đầu năm 2005 tại giải Segunda División B.

### Almería

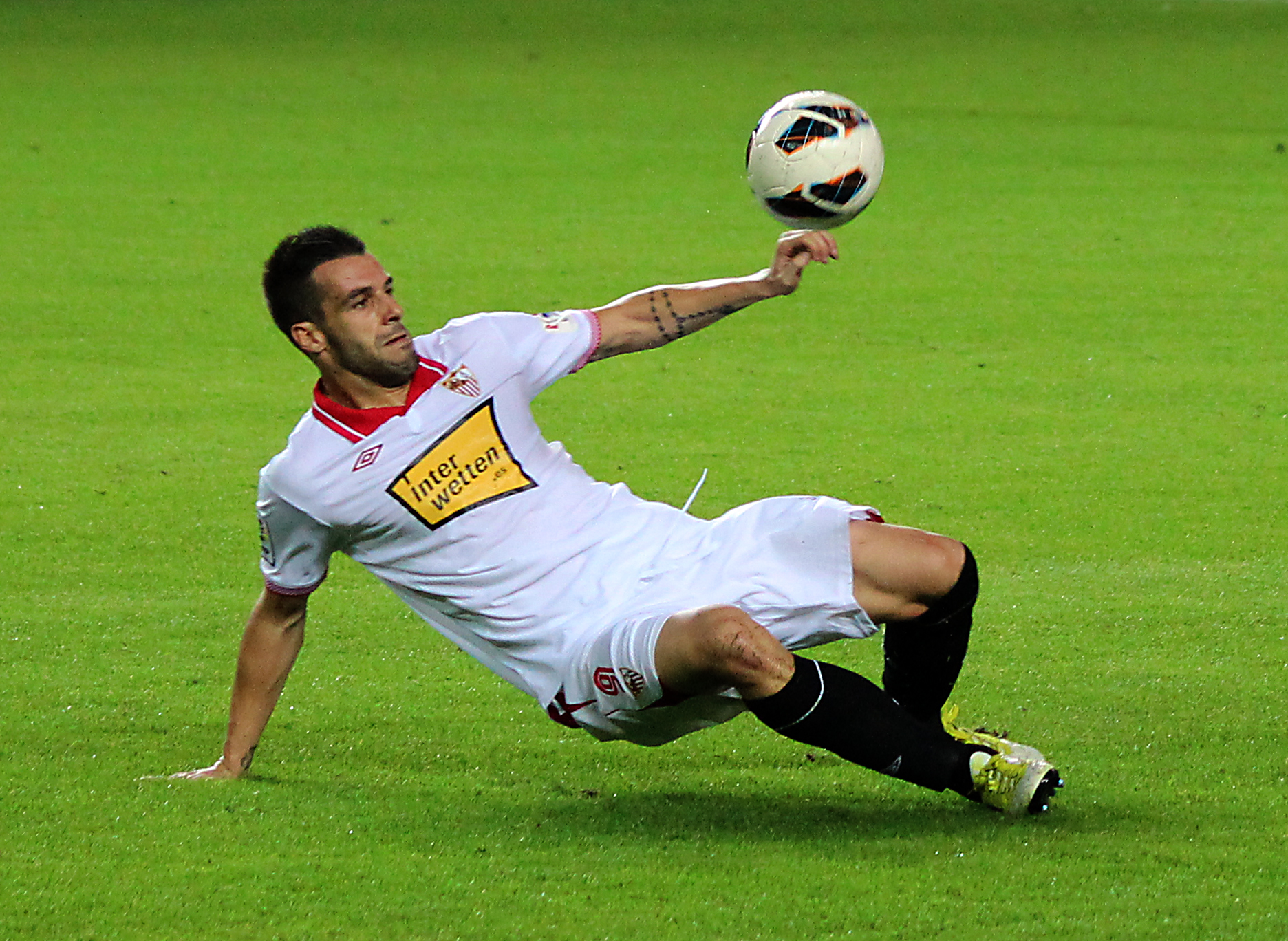
Negredo chơi cho Sevilla.

### Manchester City
Ngày 19 tháng 7 năm 2013 Manchester City thông báo có được Negredo với giá 20 triệu £. Anh chuyển sang Manchester City một thời gian ngắn sau đồng đội Jesús Navas.

## Thống kê sự nghiệp CLB
Tính đến 13 tháng 2 năm 2016
| Câu lạc bộ          | Mùa giải            | Giải vô địch quốc gia | Giải vô địch quốc gia | Giải vô địch quốc gia | Cúp quốc gia | Cúp quốc gia | League Cup | League Cup | Châu Âu | Châu Âu | Khác | Khác | Tổng cộng | Tổng cộng |
| Câu lạc bộ          | Mùa giải            | Hạng                  | Trận                  | Bàn                   | Trận         | Bàn          | Trận       | Bàn        | Trận    | Bàn     | Trận | Bàn  | Trận      | Bàn       |
| ------------------- | ------------------- | --------------------- | --------------------- | --------------------- | ------------ | ------------ | ---------- | ---------- | ------- | ------- | ---- | ---- | --------- | --------- |
| Rayo Vallecano B    | 2003–04             | Tercera División      | 15                    | 14                    | —            | —            | —          | —          | —       | —       | —    | —    | 15        | 14        |
| Rayo Vallecano B    | 2004–05             | Tercera División      | 25                    | 14                    | —            | —            | —          | —          | —       | —       | —    | —    | 25        | 14        |
| Rayo Vallecano B    | Tổng cộng           | Tổng cộng             | 40                    | 28                    | —            | —            | —          | —          | —       | —       | —    | —    | 40        | 28        |
| Rayo Vallecano      | 2004–05             | Segunda División B    | 12                    | 1                     | 0            | 0            | —          | —          | —       | —       | 1    | 0    | 13        | 1         |
| Real Madrid B       | 2005–06             | Segunda División      | 25                    | 4                     | —            | —            | —          | —          | —       | —       | —    | —    | 25        | 4         |
| Real Madrid B       | 2006–07             | Segunda División      | 40                    | 18                    | —            | —            | —          | —          | —       | —       | —    | —    | 40        | 18        |
| Real Madrid B       | Tổng cộng           | Tổng cộng             | 65                    | 22                    | —            | —            | —          | —          | —       | —       | —    | —    | 65        | 22        |
| Almería             | 2007–08             | La Liga               | 36                    | 13                    | 2            | 0            | —          | —          | —       | —       | —    | —    | 38        | 13        |
| Almería             | 2008–09             | La Liga               | 34                    | 19                    | 1            | 0            | —          | —          | —       | —       | —    | —    | 35        | 19        |
| Almería             | Tổng cộng           | Tổng cộng             | 70                    | 32                    | 3            | 0            | —          | —          | —       | —       | —    | —    | 73        | 32        |
| Sevilla             | 2009–10             | La Liga               | 35                    | 11                    | 7            | 2            | —          | —          | 7       | 1       | —    | —    | 49        | 14        |
| Sevilla             | 2010–11             | La Liga               | 38                    | 20                    | 7            | 5            | —          | —          | 8       | 1       | 2    | 0    | 55        | 26        |
| Sevilla             | 2011–12             | La Liga               | 30                    | 14                    | 4            | 0            | —          | —          | 2       | 0       | —    | —    | 36        | 14        |
| Sevilla             | 2012–13             | La Liga               | 36                    | 25                    | 6            | 6            | —          | —          | —       | —       | —    | —    | 42        | 31        |
| Sevilla             | Tổng cộng           | Tổng cộng             | 139                   | 70                    | 24           | 13           | —          | —          | 17      | 2       | 2    | 0    | 182       | 85        |
| Manchester City     | 2013–14             | Premier League        | 32                    | 9                     | 4            | 3            | 5          | 6          | 7       | 5       | —    | —    | 48        | 23        |
| Valencia            | 2014–15             | La Liga               | 29                    | 5                     | 4            | 1            | —          | —          | —       | —       | —    | —    | 33        | 6         |
| Valencia            | 2015–16             | La Liga               | 15                    | 4                     | 6            | 5            | —          | —          | 5       | 1       | —    | —    | 26        | 10        |
| Tổng cộng sự nghiệp | Tổng cộng sự nghiệp | Tổng cộng sự nghiệp   | 395                   | 169                   | 40           | 20           | 5          | 6          | 24      | 7       | 3    | 0    | 465       | 202       |

### Đội tuyển quốc gia
Tính đến 19 tháng 11 năm 2013.
| Đội tuyển quốc gia | Năm       | Trận | Bàn |
| ------------------ | --------- | ---- | --- |
| Tây Ban Nha        | 2009      | 4    | 2   |
| Tây Ban Nha        | 2010      | 0    | 0   |
| Tây Ban Nha        | 2011      | 3    | 3   |
| Tây Ban Nha        | 2012      | 5    | 1   |
| Tây Ban Nha        | 2013      | 9    | 4   |
| Tổng cộng          | Tổng cộng | 21   | 10  |

## Bàn thắng quốc tế
| #   | Ngày                 | Địa điểm                                                        | Đối thủ              | Bàn thắng | Kết quả | Giải đấu                 |
| --- | -------------------- | --------------------------------------------------------------- | -------------------- | --------- | ------- | ------------------------ |
| 1.  | 14 tháng 10 năm 2009 | Sân vận động Bilino Polje, Zenica, Bosna và Herzegovina         | Bosna và Hercegovina | 0–3       | 2–5     | Vòng loại World Cup 2010 |
| 2.  | 14 tháng 10 năm 2009 | Sân vận động Bilino Polje, Zenica, Bosna và Hercegovina         | Bosna và Hercegovina | 0–4       | 2–5     | Vòng loại World Cup 2010 |
| 3.  | 4 tháng 6 năm 2011   | Sân vận động Gillette, Foxborough, Hoa Kỳ                       | Hoa Kỳ               | 0–2       | 0–4     | Giao hữu                 |
| 4.  | 6 tháng 9 năm 2011   | Sân vận động Las Gaunas, Logroño, Tây Ban Nha                   | Liechtenstein        | 1–0       | 6–0     | Vòng loại Euro 2012      |
| 5.  | 6 tháng 9 năm 2011   | Sân vận động Las Gaunas, Logroño, Tây Ban Nha                   | Liechtenstein        | 2–0       | 6–0     | Vòng loại Euro 2012      |
| 6.  | 30 tháng 5 năm 2012  | Stade de Suisse, Bern, Thụy Sĩ                                  | Hàn Quốc             | 4–1       | 4–1     | Giao hữu                 |
| 7.  | 14 tháng 8 năm 2013  | Sân vận động Monumental Isidro Romero Carbo, Guayaquil, Ecuador | Ecuador              | 0–1       | 0–2     | Giao hữu                 |
| 8.  | 6 tháng 9 năm 2013   | Sân vận động Olympic Helsinki, Helsinki, Phần Lan               | Phần Lan             | 0–2       | 0–2     | Vòng loại World Cup 2014 |
| 9.  | 11 tháng 10 năm 2013 | Sân vận động Iberostar, Palma, Tây Ban Nha                      | Belarus              | 2–0       | 2–1     | Vòng loại World Cup 2014 |
| 10. | 15 tháng 10 năm 2013 | Sân vận động Carlos Belmonte, Albacete, Tây Ban Nha             | Gruzia               | 1–0       | 2–0     | Vòng loại World Cup 2014 |

## Cuộc sống cá nhân
Các anh của Negredo, César và Rubén cũng từng là cầu thủ bóng đá, César là hậu vệ còn Rubén là tiền đạo. Cả hai thi đấu toàn bộ sự nghiệp tại các giải đấu thấp.